# Kim Warwick
Kim Warwick (Sídney, Australia, 8 de abril de 1952) es un exjugador de tenis australiano. En su carrera conquistó 29 torneos ATP y su mejor posición en el ranking de individuales fue n.º 15 en octubre de 1981 y en el de dobles fue n.º 10 en diciembre de 1985. También es recordado por haber ganado 4 Abiertos de Australia en categoría dobles masculinos.
Jugador australiano típico de saque y volea dónde desde el fondo le costaba mucho mantener la pelota en juego.Tuvo una larga carrera de más de 15 años en las cuales se destacó mucho  en la modalidad de dobles y no tanto en los singles. En césped era un jugador difícil para cualquiera y en arcilla era muy débil ya que no podría grandes golpes para desnivelar.

## Títulos (29; 3+26)

### Individuales (3)
| N.º | Fecha | Torneo                   | Superficie    | Oponente en la final | Resultado     |
| --- | ----- | ------------------------ | ------------- | -------------------- | ------------- |
| 1.  | 1976  | Bangalore, India         | Tierra batida | Sashi Menon          | 6–1, 6–2      |
| 2.  | 1979  | Adelaida, Australia      | Hierba        | Bernard Mitton       | 7–5, 6–4      |
| 3.  | 1980  | Johannesburgo, Sudáfrica | Dura          | Fritz Buehning       | 6–2, 6–1, 6–2 |

### Finalista (8)
| N.º | Fecha | Torneo                          | Superficie    | Oponente en la final | Resultado               |
| --- | ----- | ------------------------------- | ------------- | -------------------- | ----------------------- |
| 1.  | 1972  | Adelaida, Australia             | Hierba        | Alex Metreveli       | 6–3, 6–3, 7–6           |
| 2.  | 1974  | Yakarta, Indonesia              | Dura          | Onny Parun           | 6–3, 6–3, 6–4           |
| 3.  | 1977  | Tokio, Japón                    | Tierra batida | Manuel Orantes       | 6–2, 6–1                |
| 4.  | 1978  | Stuttgart, Alemania             | Tierra batida | Ulrich Pinner        | 6–2, 6–2, 7–6           |
| 5.  | 1978  | Sídney, Australia               | Hierba        | Tim Wilkison         | 6–3, 6–3, 6–7, 3–6, 6–2 |
| 6.  | 1980  | Queen's, Inglaterra             | Hierba        | John McEnroe         | 6–3, 6–1                |
| 7.  | 1980  | Gstaad, Suiza                   | Tierra batida | Heinz GüntDurat      | 4–6, 6–4, 7–6           |
| 8.  | 1980  | Abierto de Australia, Melbourne | Hierba        | Brian Teacher        | 7–5, 7–6, 6–2           |

### Dobles (26)
| N.º | Fecha | Torneo                          | Superficie    | Pareja           | Oponentes en la final              | Resultado                 |
| --- | ----- | ------------------------------- | ------------- | ---------------- | ---------------------------------- | ------------------------- |
| 1.  | 1974  | Cedar Grove, EE. UU.            | Other         | Steve Siegel     | Dick Crealy Bob Danis              | 4–6, 6–2, 6–1             |
| 2.  | 1976  | Brisbane, Australia             | Hierba        | Syd Ball         | Ismail El Shafei Brian Fairlie     | 6–4, 6–4                  |
| 3.  | 1976  | Sídney, Australia               | Hierba        | Syd Ball         | Mark Edmondson John Marks          | 6–3, 6–4                  |
| 4.  | 1977  | Tokio, Japón                    | Tierra batida | Geoff Masters    | Colin Dibley Chris Kachel          | 6–2, 7–6                  |
| 5.  | 1977  | Hong Kong                       | Dura          | Syd Ball         | Marty Riessen Roscoe Tanner        | 7–6, 6–3                  |
| 6.  | 1977  | Adelaida, Australia             | Hierba        | Syd Ball         | John Alexander Phil Dent           | 3–6, 7–6, 6–4             |
| 7.  | 1978  | Abierto de Australia, Melbourne | Hierba        | Wojtek Fibak     | Paul Kronk Cliff Letcher           | 7–6, 7–5                  |
| 8.  | 1979  | Auckland, Nueva Zelanda         | Dura          | Bernard Mitton   | Andrew Jarrett Jonathan Smith      | 6–3, 2–6, 6–3             |
| 9.  | 1980  | Niza, Francia                   | Tierra batida | Chris Delaney    | Stanislav Birner Jiří Hřebec       | 6–4, 6–0                  |
| 10. | 1980  | Masters de Roma, Italia         | Tierra batida | Mark Edmondson   | Balázs Taróczy Eliot Teltscher     | 7–6, 7–6                  |
| 11. | 1980  | Surbiton, Inglaterra            | Hierba        | Mark Edmondson   | Andrew Pattison Butch Walts        | 7–6, 6–7, 6–7, 7–6, 15–13 |
| 12. | 1980  | Abierto de Australia, Melbourne | Hierba        | Mark Edmondson   | Peter McNamara Paul McNamee        | 7–5, 6–4                  |
| 13. | 1981  | Abierto de Australia, Melbourne | Hierba        | Mark Edmondson   | Hank Pfister John Sadri            | 6–3, 6–7, 6–3             |
| 14. | 1982  | Adelaida-2, Australia           | Hierba        | Mark Edmondson   | Andrew Jarrett Jonathan Smith      | 7–5, 4–6, 7–6             |
| 15. | 1982  | Guarujá, Brasil                 | Tierra batida | Phil Dent        | Carlos Kirmayr Cassio Motta        | 6–7, 6–2, 6–3             |
| 16. | 1982  | Richmond, Estados Unidos        | Moqueta       | Mark Edmondson   | Syd Ball Rolf Gehring              | 6–4, 6–2                  |
| 17. | 1982  | Kitzbühel, Austria              | Tierra batida | Mark Edmondson   | Rod Frawley Pavel Složil           | 6–4, 4–6, 7–6             |
| 18. | 1983  | Stowe, EE. UU.                  | Dura          | Brad Drewett     | Fritz Buehning Tom Gullikson       | 4–6, 7–5, 6–2             |
| 19. | 1983  | Taipéi, Taiwán                  | Moqueta       | Wally Masur      | Ken Flach Robert Seguso            | 7–6, 6–4                  |
| 20. | 1985  | Múnich, Alemania                | Tierra batida | Mark Edmondson   | Sergio Casal Emilio Sánchez        | 4–6, 7–5, 7–5             |
| 21. | 1985  | Roland Garros, París            | Tierra batida | Mark Edmondson   | Shlomo Glickstein Hans Simonsson   | 6–3, 6–4, 6–7, 6–3        |
| 22. | 1985  | Hong Kong                       | Dura          | Brad Drewett     | Jakob Hlasek Tomáš Šmíd            | 6–3, 4–6, 6–2             |
| 23. | 1985  | Adelaida, Australia             | Hierba        | Mark Edmondson   | Nelson Aerts Tomm Warneke          | 6–4, 6–4                  |
| 24. | 1986  | Masters de Cincinnati, EE. UU.  | Dura          | Mark Kratzmann   | Christo Steyn Danie Visser         | 6–3, 6–4                  |
| 25. | 1986  | Estocolmo, Suecia               | Dura (i)      | Sherwood Stewart | Pat Cash Slobodan Živojinović      | 6–4, 6–4                  |
| 26. | 1987  | Orlando, EE. UU.                | Dura          | Sherwood Stewart | Paul Annacone Christo van Rensburg | 2–6, 7–6, 6–4             |

### Finalista en dobles (26)
| N.º | Fecha | Torneo                            | Superficie    | Pareja            | Oponentes en la final                  | Resultado          |
| --- | ----- | --------------------------------- | ------------- | ----------------- | -------------------------------------- | ------------------ |
| 1.  | 1974  | Omaha, EE. UU.                    | Other         | Ian Fletcher      | Jürgen Fassbender Karl Meiler          | 6–2, 6–4           |
| 2.  | 1974  | Tempe, EE. UU.                    | Dura          | Ian Fletcher      | Jürgen Fassbender Karl Meiler          | 4–6, 6–4, 7–5      |
| 3.  | 1975  | Estocolmo, Suecia                 | Moqueta       | Patrice Dominguez | Arthur Ashe Tom Okker                  | 6–3, 7–6           |
| 4.  | 1975  | San Francisco, EE. UU.            | Moqueta       | Allan Stone       | Fred McNair Sherwood Stewart           | 6–2, 7–6           |
| 5.  | 1975  | Manila, Filipinas                 | Dura          | Syd Ball          | Ross Case Geoff Masters                | 6–1, 6–2           |
| 6.  | 1976  | Hamburgo, Alemania                | Tierra batida | Dick Crealy       | Fred McNair Sherwood Stewart           | 7–6, 7–6, 7–6      |
| 7.  | 1976  | Sídney, Australia                 | Dura          | Syd Ball          | Ismail El Shafei Brian Fairlie         | 4–6, 6–4, 7–6      |
| 8.  | 1977  | Adelaida, Australia               | Hierba        | Syd Ball          | Cliff Letcher Dick Stockton            | 6–3, 4–6, 6–4      |
| 9.  | 1977  | Denver, EE. UU.                   | Moqueta       | Syd Ball          | Colin Dibley Geoff Masters             | 6–2, 6–3           |
| 10. | 1977  | Hamburgo, Alemania                | Tierra batida | Phil Dent         | Bob Hewitt Karl Meiler                 | 3–6, 6–3, 6–4, 6–4 |
| 11. | 1978  | Gstaad, Suiza                     | Tierra batida | Bob Hewitt        | Mark Edmondson Tom Okker               | 6–4, 1–6, 6–1, 6–4 |
| 12. | 1978  | Stowe, Estados Unidos             | Dura          | Mark Edmondson    | Tim Gullikson Tom Gullikson            | 3–6, 7–6, 6–3      |
| 13. | 1980  | Metz, Francia                     | Moqueta       | Chris Delaney     | Colin Dibley Gene Mayer                | 7–6, 7–5           |
| 14. | 1980  | Gstaad, Suiza                     | Tierra batida | Mark Edmondson    | Colin Dowdeswell Ismail El Shafei      | 6–4, 6–4           |
| 15. | 1982  | Denver, EE. UU.                   | Moqueta       | Phil Dent         | Kevin Curren Steve Denton              | 6–4, 6–4           |
| 16. | 1982  | Bristol, Inglaterra               | Hierba        | Mark Edmondson    | Tim Gullikson Tom Gullikson            | 6–4, 7–6           |
| 17. | 1982  | SawHierba Doubles, Estados Unidos | Tierra batida | Mark Edmondson    | Brian Gottfried Raúl Ramírez           | W/O                |
| 18. | 1982  | Hong Kong                         | Dura          | Van Winitsky      | Charles Buzz Strode Morris Skip Strode | 6–4, 3–6, 6–2      |
| 19. | 1983  | Brisbane, Australia               | Moqueta       | Mark Edmondson    | Pat Cash Paul McNamee                  | 7–6, 7–6           |
| 20. | 1984  | Masters de Canadá, Canadá         | Dura          | John Fitzgerald   | Peter Fleming John McEnroe             | 6–4, 6–2           |
| 21. | 1985  | Masters de Miami, EE. UU.         | Dura          | Sherwood Stewart  | Paul Annacone Christo van Rensburg     | 7–5, 7–5, 6–4      |
| 22. | 1985  | Indianapolis, EE. UU.             | Tierra batida | Pavel Složil      | Ken Flach Robert Seguso                | 6–4, 6–4           |
| 23. | 1985  | Sídney, Australia                 | Dura (i)      | Mark Edmondson    | John Fitzgerald Anders Järryd          | 6–3, 6–2           |
| 24. | 1985  | Abierto de Australia, Melbourne   | Hierba        | Mark Edmondson    | Paul Annacone Christo van Rensburg     | 6–7, 6–4, 6–4      |
| 25. | 1986  | Wembley, Inglaterra               | Moqueta       | Sherwood Stewart  | Peter Fleming John McEnroe             | 3–6, 7–6, 6–2      |
| 26. | 1988  | Orlando, EE. UU.                  | Dura          | Sherwood Stewart  | Guy Forget Yannick Noah                | 6–4, 6–4           |